# S. William Hinzman
S. William „Bill” Hinzman (n. 24 octombrie 1936, Coraopolis⁠(d), Pennsylvania, SUA – d. 5 februarie 2012, Darlington⁠(d), Pennsylvania, SUA) a fost un actor și regizor de film american. Primul său rol a fost cel al zombiului din cimitir în filmul Noaptea morților vii (1968) al lui George A. Romero. A regizat Flesheater (1988) și a jucat în Legion of the Night (1985), Santa Claws (1996) și Evil Ambitions (1996).